# فرانك ويلتون
فرانك ويلتون (بالإنجليزية: Frank Wilton)‏ هو ضابط أمريكي، ولد في 17 أغسطس 1905 في شيكاغو في الولايات المتحدة، وتوفي في 1 ديسمبر 1977.